# パトリック・サリバン
パトリック・サリバン（Patrick Sullivan、1988年7月9日 - ）は、アメリカ合衆国出身のバスケットボール選手である。ポジションはパワーフォワード/センター。新潟アルビレックスBB所属。

## 来歴
サウスイースタン・ルイジアナ大学卒業後、アメリカ,イスラエルで3年間プレー。

## 経歴
- サウスイースタン・ルイジアナ大学（2006-10） - メンフィス・グリズリーズ（NBAサマーリーグ、2010） - ヒューストン・ロケッツ（NBAプレシーズン期のみ、2010） - リオグランデバレー・バイパーズ（NBDL、2010-11） - Hapoel Holom（イスラエル、2011-12） - シャーロット・ボブキャッツ（NBAサマーリーグ、2012） - オースティン・トロス（NBDL、2012-13） - 新潟アルビレックスBB（bjリーグ、2013-）

## 記録
| シーズン | チーム | GP | GS | MPG  | FG%  | 3P%  | FT%  | RPG | APG | SPG | BPG | TO  | PPG  |
| -------- | ------ | -- | -- | ---- | ---- | ---- | ---- | --- | --- | --- | --- | --- | ---- |
| 2013-14  | 新潟   | 51 |    | 26.0 | .571 | .500 | .586 | 8.7 | 2.1 | 1.4 | 0.9 | 2.5 | 12.6 |
| 2014-15  | 新潟   | 51 |    | 26.3 | .549 | .000 | .658 | 7.5 | 2.8 | 1.4 | 0.8 | 3.1 | 13.4 |